# Lijst van beelden in Brugge
Dit is een chronologische lijst van beelden in Brugge. Onder een beeld wordt hier verstaan elk driedimensionaal kunstwerk in de openbare ruimte van Brugge, waarbij beeld wordt gebruikt als verzamelbegrip voor sculpturen, standbeelden, installaties en overige beeldhouwwerken.
| Geplaatst   | Omschrijving         | Kunstenaar        | Straat                                       | Plaats | Materiaal   | Afbeelding |
| ----------- | -------------------- | ----------------- | -------------------------------------------- | ------ | ----------- | ---------- |
| 1629        | Twee leeuwen         | Jeroom Stalpaert  | Leeuwstraat, op de Leeuwenbrug               | Brugge | natuursteen |            |
| 1765        | Paulus               | Pieter Pepers     | Steenstraat, bij de Sint-Salvatorskathedraal | Brugge | natuursteen |            |
| 1765        | Petrus               | Pieter Pepers     | Steenstraat, bij de Sint-Salvatorskathedraal | Brugge | natuursteen |            |
| 1767        | Johannes Nepomucenus | Pieter Pepers sr. | Wollestraat, Nepomucenusbrug                 | Brugge | natuursteen |            |
| 1846        | Simon Stevin         | Eugène Simonis    | Simon Stevinplein                            | Brugge | brons       |            |
| 1871        | Hans Memling         | Hendrik Pickery   | Woensdagmarkt                                | Brugge |             |            |
| 1930        | Guido Gezelle        | Jules Lagae       | Guido Gezelleplein                           | Brugge | brons       |            |
| 30 mei 1954 | Koning Albert I      | Octave Rotsaert   | Koning Albertpark                            | Brugge | brons       |            |